# Academia Deportiva Cantolao
La Academia Deportiva Cantolao es una institución peruana dedicada principalmente a la difusión del fútbol en las distintas categorías menores que hay en Perú (desde la sub-4 hasta la sub-20). Su ubicación actual es la Calle García y García 275, en el distrito de La Punta, Callao. Fue fundado en 1981 y desde 2024 su primer equipo juega en la Liga 2, la segunda categoría del fútbol nacional.

## Historia

### Primeros años
Fue fundada en el Balneario de Cantolao (de ahí el nombre), ubicado en la Provincia Constitucional del Callao, el 14 de abril de 1981. Ese año empezó a participar como Deportivo Cantolao en la Liga del Callao tras comprarle la categoría al Teófilo Zavalaga. Fue campeón distrital y luego también del Interligas chalaco. 
En 1982 participó en la Etapa Regional de la Copa Perú donde eliminó a Octavio Espinosa y Atlético Independiente. En la Etapa Nacional clasificó junto a Unión González Prada al hexagonal final dejando fuera a Leoncio Prado de Tingo María. En la finalísima terminó igualado en puntos con Atlético Torino y Atlético Grau pero quedó en tercer lugar por diferencia de goles.

### En Segunda División
Tras esa campaña fue invitado a participar en la reactivada Segunda División Peruana 1983 donde terminó igualado en el segundo lugar con Huracán San Agustín, a tres puntos del campeón Unión González Prada. Participó en Segunda Profesional hasta 1985 y en 1986 le vendió la categoría a Internazionale San Borja.
En 1987 volvió a participar en la Copa Perú, pero esta vez como Academia Cantolao y desde la recién creada Liga Distrital de Bellavista - La Perla. Al año siguiente fue tercero en la Etapa Departamental y jugó un repechaje por el último cupo a la Regional contra Juan Mata que le venció por 2-1.
A finales de 1989, el club se fusiona con Aurora Miraflores naciendo el  Club Aurora-Cantolao participando en la Segunda División los años 1990 y 1991. Mientras tanto en la Liga de Bellavista - La Perla continuó participando como Academia Cantolao. Para el año 1992, se volvió a reestructurar la segunda profesional por lo que se redujo la cantidad de equipos y la fusión se disuelve.

### Años en la sombra
En 2013, clasificó a la Etapa Departamental del Callao donde se quedó a un paso de llegar a la Regional tras empatar 1-1 en semifinales con Márquez FC de Ventanilla y luego por penales perdió por 10-9. En 2014 la Academia Cantolao logró ser campeón de la Liga Distrital de Bellavista-La Perla clasificando al Interligas del Callao. Tras ganar la Serie A eliminó luego a José López Pazos y definió el cupo a la Etapa Regional con América Latina de Bellavista que le venció por 2-1.

### Subcampeón de la Copa Perú 2015 y retorno a Segunda División
En 2015, ganó la Serie B de la Liga de Bellavista-La Perla al derrotar por 20-0 a la Academia Ballón y clasificó a la etapa departamental. En esa fase Cantolao ganó el grupo A (eliminando a Dan Las Lomas y Defensor Reynoso) y luego venció por 6-1 a Estrella Azul de Ventanilla. Logró la clasificación a la Etapa Nacional de la Copa Perú 2015 tras vencer 6-1 a Alfredo Tomassini de Ventanilla.
Ya en la etapa nacional, pasaría a octavos de final después de quedar séptimo en la tabla única de posiciones, donde se enfrentaría al José Chiroque de Zarumilla a quien derrotó con un marcador global de 5 a 1. En cuartos de final se enfrentaría al Sport La Vid de Concepción a quien derrotó con un marcador global de 5 a 2. En Semifinales se enfrentaría a Cristal Tumbes a quien derrotó con un marcador global de 4 a 3. Ya en la final se enfrentó al Defensor La Bocana de Sechura con quien caería derrotado por un marcador global de 3 a 4. El subtítulo obtenido le permitió ascender a la Segunda División.

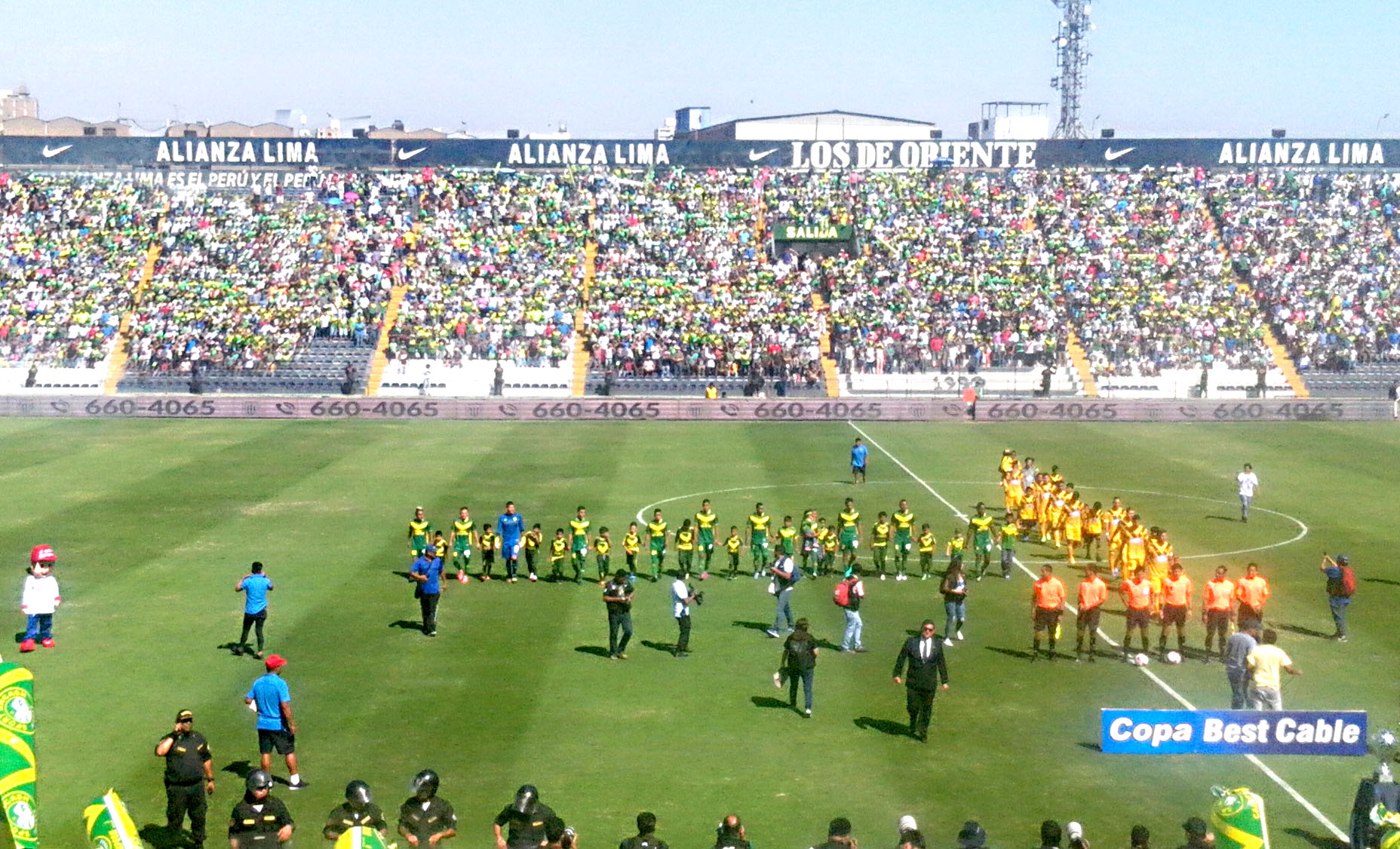
Final de la Segunda División Peruana 2016 entre Sport Ancash vs Cantolao.

### Ascenso a Primera División
En la Segunda División 2016, tomó la punta del torneo a falta de tres fechas luego de ganar por 1-0 a Cienciano en Cusco. Llegó a la fecha final igualado en puntos con Sport Áncash al que venció 2-0 en partido extra disputado en el estadio Alejandro Villanueva logrando el ascenso a Primera División. Esa temporada tuvieron como goleador a José Manzaneda, quien sería considerado en el once ideal y el mejor jugador del campeonato.

### Participación en Primera División
El 4 de febrero de 2017, jugó por primera vez en la Primera División, frente a Melgar, en el Monumental de la UNSA, el cual terminó en empate sin goles. Finalizaron el campeonato en el puesto 12.º en la tabla acumulada, 
En el 2018, debutó en el Campeonato Descentralizado 2018 el partido frente a Deportivo Binacional, el cual ganaron con un marcador de 2-0. Finalizaron el campeonato en el puesto 12.º en la tabla acumulada. Esa temporada tuvieron al colombiano Fabián González como el goleador del club con 21 goles.
En el 2019, debutó en la Liga 1 2019 en un empate 0-0 frente a Alianza Universidad de visita y terminó su participación en la derrota 4-2 frente a Melgar. Finalizaron el campeonato en el puesto 11.º en la tabla acumulada.
En la Liga 1 2020 mantuvo la categoría en la última fecha pese a perder 3-2 ante Sporting Cristal y terminó en el puesto 16.º de la tabla acumulada. Al año siguiente, en la Liga 1 2021, nuevamente evitó el descenso en las últimas fechas y acabó el torneo en el puesto 13.º del acumulado. Y para la Liga 1 2022 terminaría en la posición 14.º con 34 puntos.

### Descenso a Segunda División/Liga 2
Pero en la Liga 1 2023 no tuvo la misma suerte que en temporadas anteriores sobre salvarse del descenso, esto tras hacer una campaña muy pobre donde solo se cosecharían 7 victorias en 36 partidos. Cantolao perdería la categoría en la Fecha 16 del Torneo Clausura tras caer de local 0-1 contra ADT, además del empate que obtuvo Sport Boys sobre UTC a domicilio. 
El Delfín acabaría en la última posición con 26 puntos y de esta forma se despedía de la máxima categoría del fútbol peruano tras 7 temporadas al hilo.

### Nueva etapa en Segunda División
En su regreso a Segunda División, acabaría en la quinta posición de la Zona Sur y en la segunda posición del Grupo B de la lucha por el campeonato en la Liga 2 2024, de esa forma estuvo habilitado para jugar los play-offs del campeonato. Su rival en cuartos de final sería Santos FC, sin embargo perdería dicho encuentro 1-2 y de esta forma pierde sus chances de ascender.

## Trabajo en menores

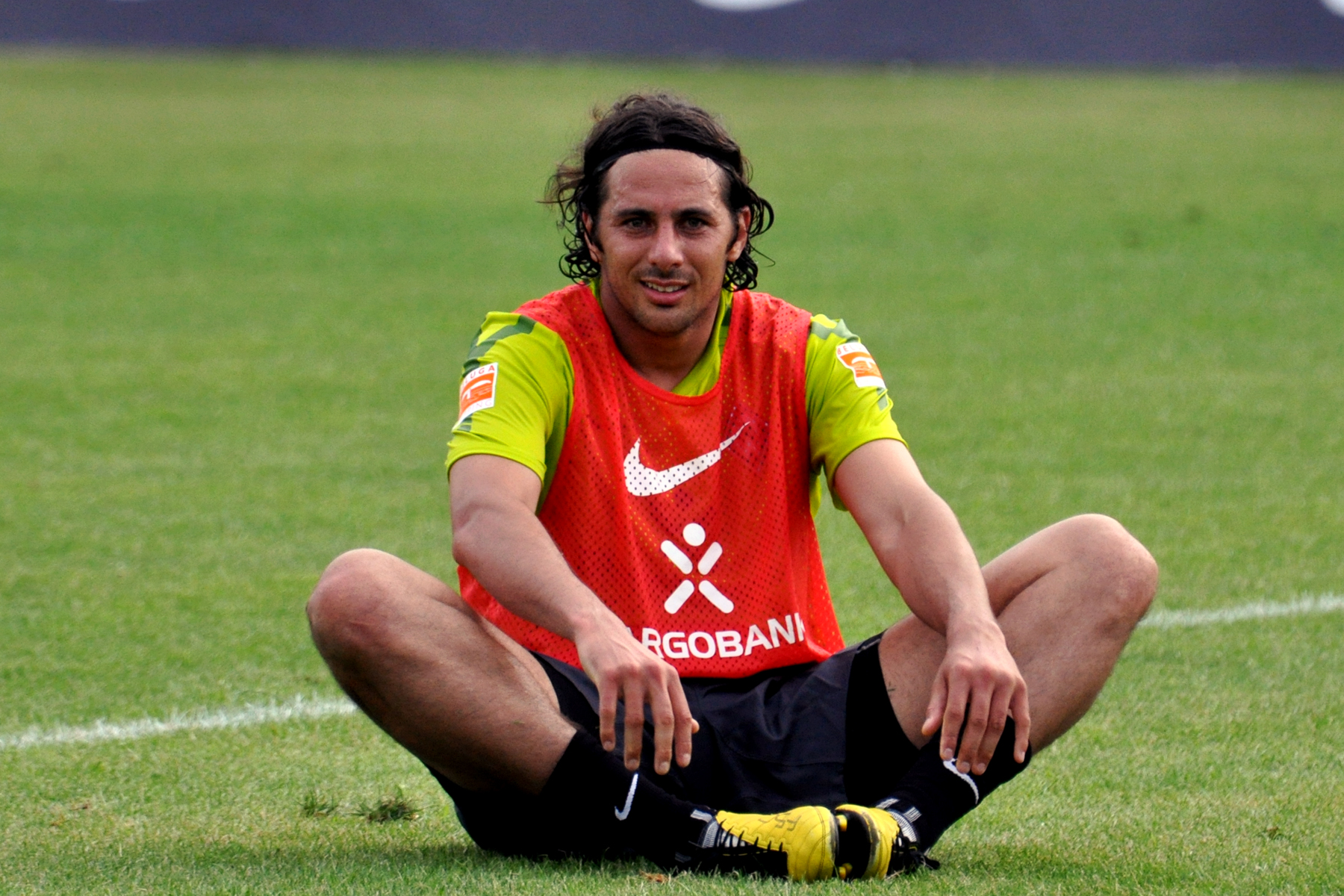
Claudio Pizarro fue formado en la Academia Cantolao.

Como academia dedicada a la formación de valores en distintas categorías pre-profesionales, Cantolao ha aportado siempre una importante cantidad de jugadores a las selecciones juveniles de Perú, junto a clubes importantes del país como Alianza Lima, Sporting Cristal o Universitario así como a nivel internacional en las ligas más competitivas a nivel mundial. Los técnicos de las selecciones juveniles e infantiles de Perú siempre han contado con un grueso de futbolistas provenientes del Cantolao.
Todo comenzó cuando un grupo de amigos formó un equipo de fútbol de niños y logró conseguir el título en el torneo anual que realizaba el colegio Carmelitas de Lima. Entonces se decidió formar la Academia Deportiva "Cantolao" en 1982 a iniciativa de Dante Mandriotti, quien impulsó este proyecto.

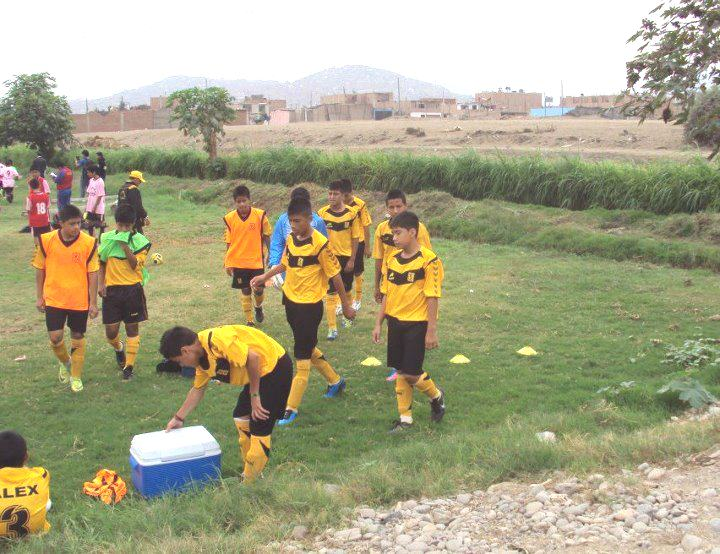
Jugadores de las divisiones menores de Cantolao en 2012.

Rápidamente, la institución empezó a hacerse un nombre en los torneos de menores que organizaba la Federación Peruana de Fútbol o alguna otra institución vinculada a este deporte, por lo cual deciden organizar su propio torneo de menores. Fue así como en 1983 nace la Copa de la Amistad, como una forma de propagar el fútbol entre los niños. Con el tiempo, esta competición empezó a captar el interés de muchos clubes e instituciones extranjeras de distintas partes del mundo: México, Uruguay, Argentina, Ecuador, Uganda, Australia, Suecia, Rusia e Inglaterra, entre otros.
Como semillero importante del fútbol, han surgido muchos jugadores peruanos que jugaron o juegan actualmente en el torneo local y en el extranjero, como Claudio Pizarro, Yoshimar Yotún, Luis Guadalupe, Carlos Zambrano, Salomón Libman, Reimond Manco, Juan Pajuelo, Juan Carlos Mariño, Miguel Rebosio, Jean Ferrari, entre otros.
Entre los palmarés de la Academia, se encuentran no solo títulos conseguidos en Perú, sino también de competiciones en otros países como Estados Unidos, Chile, Argentina, España, Austria, Dinamarca, etc.

## Indumentaria y patrocinador
| Periodo       | Marca  |
| ------------- | ------ |
| 2010-2014     | Loma's |
| 2015-2016     | Verco  |
| 2017          | Real   |
| 2018-presente | Verco  |

| Periodo         | Marca        |
| --------------- | ------------ |
| 2015-2016       | Maltín Power |
| 2017-2020       | CAM2         |
| 2021-actualidad | Caja Ica     |

### Evolución de uniforme

#### Deportivo Cantolao 1981-1985
| Titular 1 | Titular 2 | Titular 3 | Titular 4 | Titular 5 | Titular 6 | Titular 7 |  |

#### Academia Cantolao 1987-2013
| Titular 1 | Titular 2 | Titular 3 | Titular 4 | Titular 5 | Titular 6 | Titular 7 | Titular 8 |  |

#### Titular
| 2011 - 2012 | 2013 | 2014 | 2015 | 2016 | 2017 | 2018 | 2019 | 2020 | 2021 |

| 2022 | 2023 | 2024 | 2025 |

#### Alternativa
| 2011 - 2012 | 2013 | 2014 | 2015 | 2016 | 2017 | 2018 | 2019 | 2020 | 2021 |

| 2022 | 2023 | 2024 | 2025 |

#### Tercera
| 2017 | 2018 | 2019 | 2020 | 2021 | 2022 | 2024 |

## Datos del club
- Temporadas en Primera División: 7 (2017-2023)
- Temporadas en Segunda División: 6 (1983-1985, 2016, 2024-presente).
- Mejor resultado conseguido:
  - En campeonatos nacionales de local: Academia Cantolao 5:1 Sport La Vid (22 de noviembre del 2015).
  - En campeonatos nacionales de visita: Juventud La Perla 0:6 Academia Cantolao (8 de octubre del 2015).
- Peor resultado conseguido:
  - En campeonatos nacionales de local: Academia Cantolao 2:6 Sporting  Cristal (31 de agosto de 2020)
  - En campeonatos nacionales de visita:
    - Melgar 5:0 Academia Cantolao (21 de octubre de 2017)
    - Binacional 5:0 Academia Cantolao (14 de febrero de 2022).
    - Melgar 5:0 Academia Cantolao (29 de abril de 2023)
- Mejor puesto en Primera: 11.º  (2019)
- Peor puesto en Primera: 19.º (2023)
- Mejor puesto en Segunda: 1.º (2016).
- Peor puesto en Segunda: 7.º (1984).
- Más partidos disputados:  Diego Ramírez (164 partidos)
- Máximo goleador:  José Manzaneda (27 goles)

## Jugadores

### Estadísticas

#### Mayores presencias
| N.° | Jugador          | Temporadas           | Partidos |
| --- | ---------------- | -------------------- | -------- |
| 1   | Diego Ramírez    | 2016-2019;2022-2023. | 164      |
| 2   | Federico Nicosia | 2016-2019;2022.      | 151      |
| 3   | Jesús Castillo   | 2017-2022.           | 124      |
| 4   | Víctor Salas     | 2016-2021.           | 123      |
| 5   | Carlos Cabello   | 2015-2019;2021.      | 111      |
| 6   | Paulo Albarracín | 2017-2020.           | 99       |
| 7   | José Manzaneda   | 2016-2017;2022.      | 96       |

#### Máximos goleadores históricos
| N.° | Jugador            | Temporadas           | Goles |
| --- | ------------------ | -------------------- | ----- |
| 1   | José Manzaneda     | 2016-2017;2022.      | 27    |
| 2   | Fabián González    | 2017-2018.           | 21    |
| 3   | Jefferson Collazos | 2016-2017.           | 20    |
| 4   | Gabriel Leyes      | 2021;2023.           | 15    |
| 5   | Diego Ramírez      | 2016-2019;2022-2023. | 14    |
| 6   | Sandro Rengifo     | 2018-2020.           | 13    |
| 7   | Ítalo Regalado     | 2016;2023.           | 11    |

## Entrenadores
| - Ronald Pitot (1981) - Rafael Castañeda (1982) - Carlos Scolari (1982) - Luis Roth (1983) - Eloy Campos (1983) - Adrián Mendoza (1984) - Luis Roth (1985-1986) - Teodoro Wuchi (1988-1989) | - Carlos Solís (1991-1992) - Agapito Rodríguez (1995) - Ramón Perleche (2013) - Mauro Pinedo (2013) - Iván Chaves (2014) - Álvaro Bonelli (2014) - Guillermo Esteves (2015) - Carlos Silvestri (2016-2018) | - Guillermo Esteves (2018) - Jorge Araujo (2018-2019) - Hernán Lisi (2020) - Jorge Espejo (2020-2021) - Carlos Silvestri (2021-2022) - Guillermo Esteves (2022) - Alejandro Apud (2022) - Matías Rosa (2023) | - Ramón Perleche (2023) - Edgardo Malvestiti (2023) - Adrián Taffarel (2023) - Jersi Sócola (2023) - Adrián Taffarel (2024) |

## Palmarés

### Torneos nacionales
| Competición                     | Títulos | Subcampeonatos |
| ------------------------------- | ------- | -------------- |
| Segunda División del Perú (1/0) | 2016.   |                |
| Copa Perú (0/1)                 |         | 2015.          |

### Torneos regionales
- Liga Departamental del Callao (2): 1981, 2015.
- Liga Distrital del Callao (1): 1981.
- Liga Distrital de Bellavista - La Perla (2): 2006, 2014, 2015.
- Subcampeón de la Liga Distrital de Bellavista - La Perla: 1988.